# Raisting

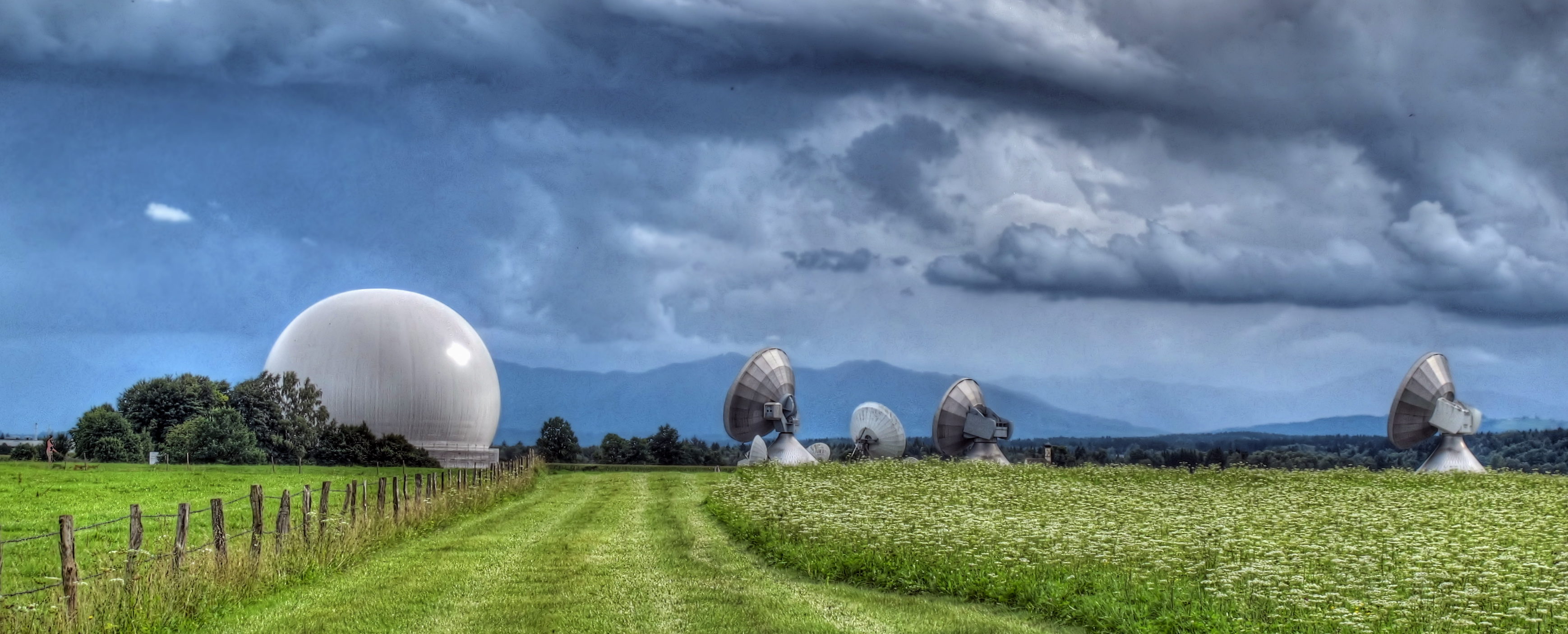
Parabolantennen der Erdfunkstelle Raisting

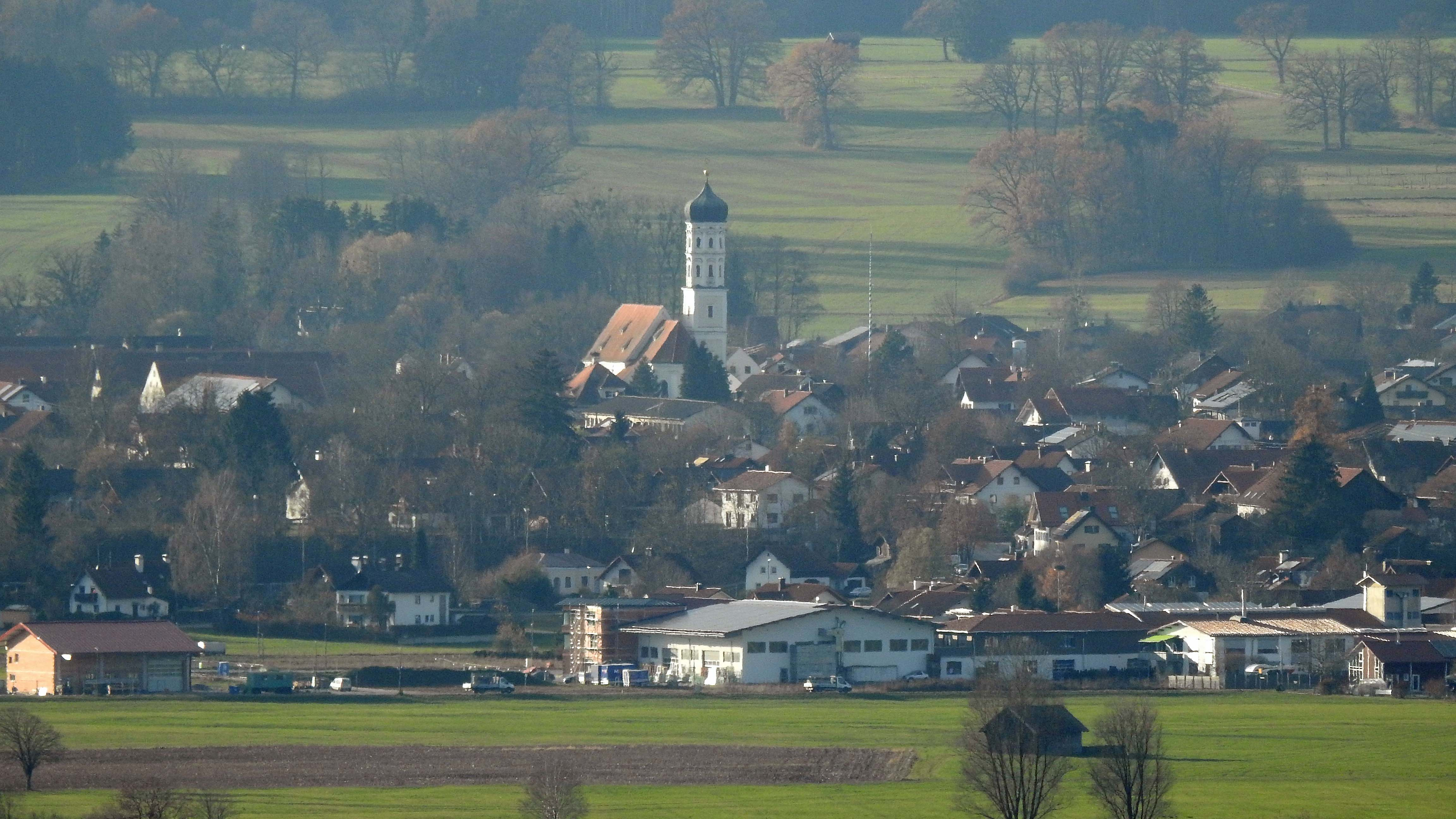
Raisting von Osten (2020)

Raisting ist eine Gemeinde im oberbayerischen Landkreis Weilheim-Schongau.
Überregional bekannt ist die Gemeinde durch die Erdfunkstelle Raisting.

## Geographie
Raisting liegt in der Region Oberland, fünf Kilometer südlich des Ammersees und vierzehn Kilometer westlich des Starnberger Sees. Die Rott, ein Zufluss des Ammersees, durchfließt den Ort im Westen.
Es gibt fünf Gemeindeteile (in Klammern ist der Siedlungstyp angegeben):
- Ertlmühle (Weiler)
- Raisting (Pfarrdorf)
- Rothbad (Weiler)
- Sölb (Kirchdorf)
- Stillern (Weiler)

Die fünf Orte bilden zugleich die fünf Gemarkungen, die es auf dem Gemeindegebiet gibt.

## Geschichte

### Bis zum 19. Jahrhundert
Der Ort wurde schon 776 zum ersten Mal urkundlich erwähnt und gehörte lange zum Kloster Dießen. Er war Teil des Kurfürstentums Bayern, bildete aber eine geschlossene Hofmark, deren Sitz das Kloster war. Zusammen mit dem Kloster wurde durch die Säkularisation die Hofmark 1803 aufgehoben. Im Zuge der Verwaltungsreformen im Königreich Bayern entstand mit dem Gemeindeedikt von 1818 die heutige Gemeinde. Raisting gehörte zunächst zum Bezirksamt Landsberg am Lech, das die Gemeinde schließlich 1881 dem Bezirksamt Weilheim in Oberbayern abtreten musste.

### Eingemeindungen
Am 1. Mai 1978 wurde im Zuge der Gemeindegebietsreform der Gemeindeteil Stillern der aufgelösten Gemeinde Haid eingegliedert. Die im selben Jahr entstandene Verwaltungsgemeinschaft Pähl-Raisting wurde am 1. Januar 2007 aufgelöst.

### Einwohnerentwicklung
Zwischen 1988 und 2018 wuchs die Gemeinde von 1571 auf 2334 um 763 Einwohner bzw. um 48,6 %.
| Jahr      | 1840 | 1871 | 1900 | 1925 | 1939 | 1950 | 1961 | 1970 | 1987 | 1991 | 1995 | 2000 | 2005 | 2010 | 2015 | 2020 |
| Einwohner | 675  | 632  | 699  | 841  | 763  | 1256 | 1172 | 1304 | 1541 | 1677 | 1862 | 2071 | 2196 | 2235 | 2298 | 2290 |

## Politik

### Gemeinderat
Die Gemeinderatswahl 2020 erbrachte folgende Sitzverteilung:
- CSU: 3 Sitze (Stimmenanteil 20,2 %)
- Neutrale Bürgerinnen- und Bürgerliste (NBBL): 11 Sitze (Stimmenanteil 79,8 %)

Die Wahlbeteiligung lag bei 69,5 %.

### Bürgermeister
Erster Bürgermeister ist Martin Höck (NBL). Dieser wurde im Jahr 2014 Nachfolger von Maximilian Wagner.

## Baudenkmäler

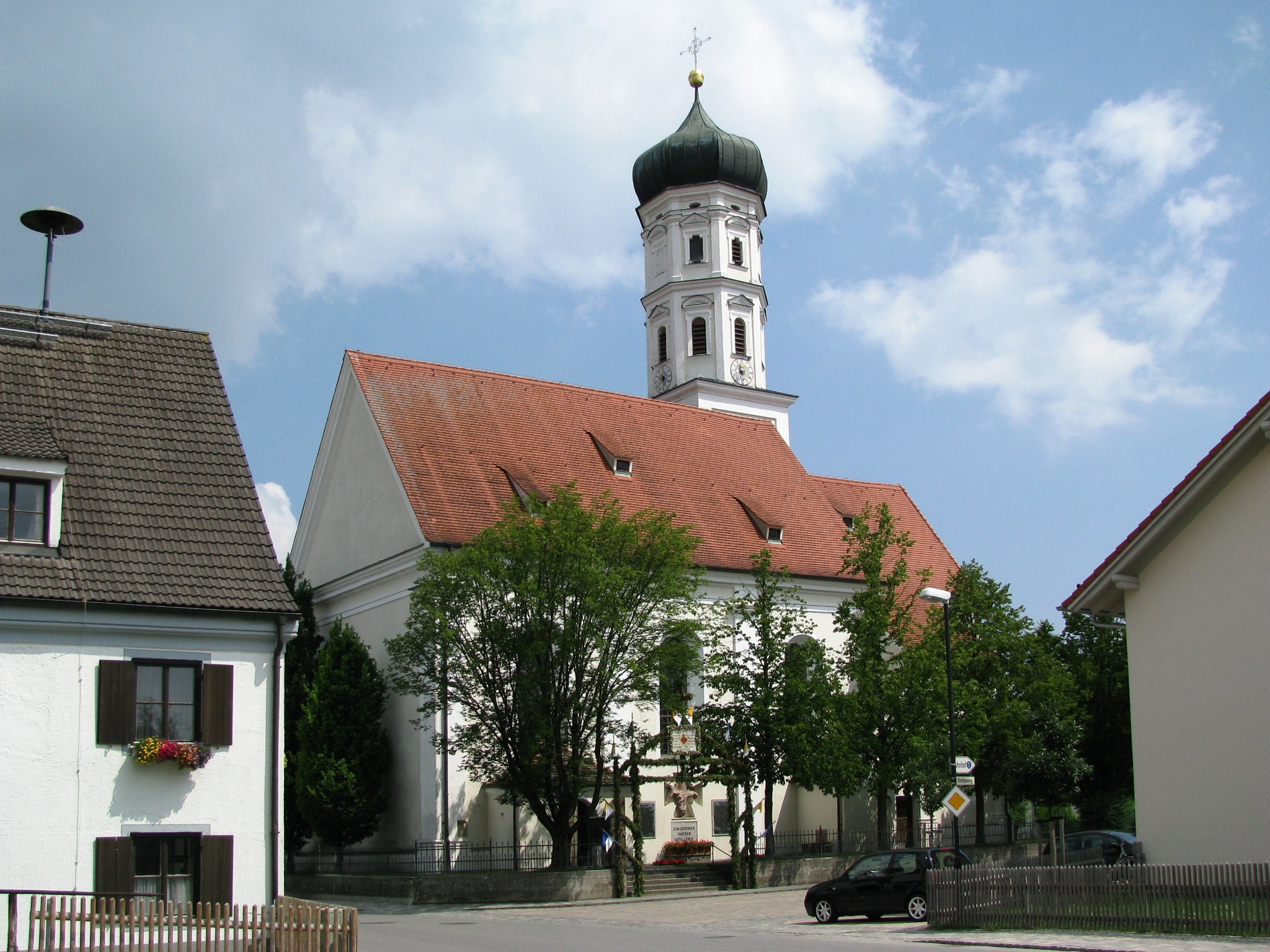
Pfarrkirche in Raisting

### Wappen
| Wappen von Raisting | Blasonierung: „Geteilt von Blau und Gold; oben ein goldenes Posthorn, unten wachsend die blaue Krümme eines Abtstabes.“ |
| Wappen von Raisting | Wappenführung seit 1976                                                                                                 |

## Wirtschaft und Infrastruktur

### Wirtschaft einschließlich Land- und Forstwirtschaft
Die Gemeindesteuereinnahmen betrugen im Jahr 2023 umgerechnet 3.505.000 Euro, davon waren umgerechnet 1.176.000 Euro (netto) Gewerbesteuereinnahmen.
Nach der amtlichen Statistik gab es 2023 insgesamt 399 sozialversicherungspflichtig Beschäftigte am Arbeitsort. Sozialversicherungspflichtig Beschäftigte am Wohnort gab es 999. Im verarbeitenden Gewerbe gab es fünf, im Bauhauptgewerbe sechs Betriebe. Zudem bestanden im Jahr 2020 42 landwirtschaftliche Betriebe mit einer landwirtschaftlich genutzten Fläche von 1341 ha. Davon waren 122 ha Ackerfläche und 1219 ha Dauergrünfläche.

### Verkehr

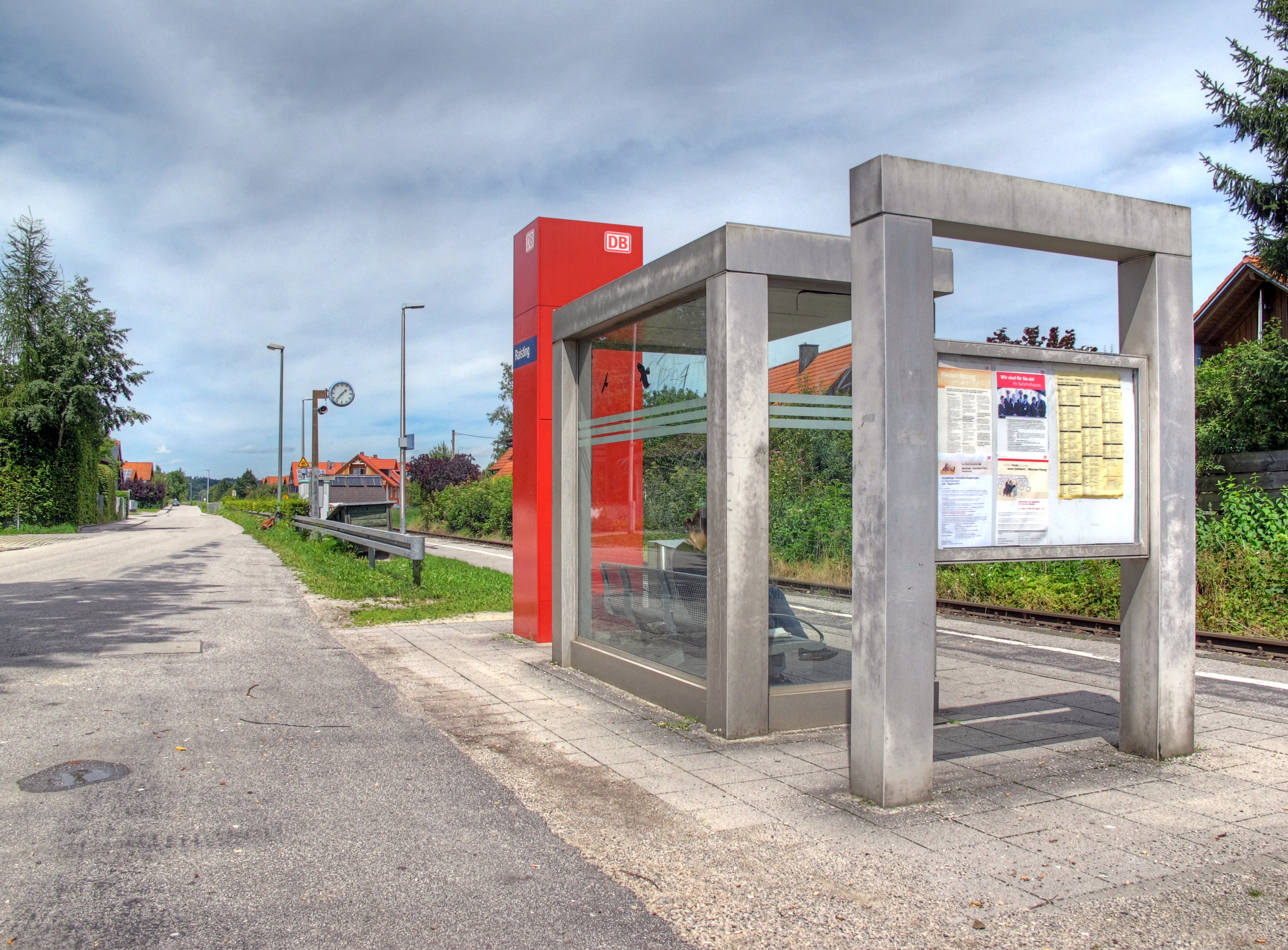
Haltepunkt

Durch den Hauptort verläuft die Kreisstraße WM 9, die zur sechs Kilometer östlich liegenden Bundesstraße 2 führt.
Auch die eingleisige Ammerseebahn von Mering über Geltendorf und Dießen nach Weilheim verläuft durch das Gemeindegebiet. Sie wird von der Deutschen Bahn als Kursbuchstrecke 985 geführt. An der Ammerseebahn befindet sich zwischen den zusammengewachsenen Ortsteilen Raisting im Westen und Sölb im Osten der Bahnhof Raisting, der heute nur noch ein Haltepunkt ist. Er besteht aus einem Seitenbahnsteig mit Unterstand am durchgehenden Hauptgleis.
Die Ammerseebahn wurde am 30. Juni 1898 durch die Königlich Bayerischen Staatseisenbahnen eröffnet. An ihr entstand der Zugkreuzungsbahnhof Raisting. Das Empfangsgebäude des Bahnhofs war ein einstöckiger gemauerter Bau mit Satteldach im Lokalbahnstil, das Schalter- und Dienstraum beinhaltete. Die Gleisanlagen des Bahnhofs bestanden aus dem durchgehenden Hauptgleis an einem Mittelbahnsteig, einem Überholgleis am Hausbahnsteig und einem beidseitig angebundenen Ladegleis mit Güterschuppen, an dem hauptsächlich landwirtschaftliche Produkte verladen wurden. 1987 wurden das Empfangsgebäude und der Güterschuppen abgerissen, Überholgleis und Ladegleis wurden abgebaut. Der Bahnhof wurde zum Haltepunkt, mit einer Länge von 12 Kilometern entstand zwischen Dießen und Weilheim der größte Kreuzungsabstand auf der Ammerseebahn.
Der Bahnhof wird seit 2008 im Stundentakt durch die Züge der Bayerischen Regiobahn (BRB) von Augsburg-Oberhausen nach Schongau bedient. In der Hauptverkehrszeit stellen Verstärkerzüge zwischen Geltendorf und Peißenberg einen Halbstundentakt her. Alle Züge, die auf der Strecke fahren, bedienen den Bahnhof. Seit 1991 fahren keine Fernverkehrszüge mehr auf der Ammerseebahn. Die Landeshauptstadt München ist mit dem Zug in etwas über einer Stunde zu erreichen.

### Bildung
Im Jahr 2024 existierten folgende Einrichtungen:
- drei Kindertageseinrichtungen: 155 genehmigte Betreuungsplätze, 121 betreute Kinder
- Eine Grundschule: fünf Lehrkräfte, 87 Schülerinnen und Schüler

### Erdfunkstelle
Die Anlage wurde 1964 in Betrieb genommen. Der größte Antennenspiegel hat 25 m Durchmesser. Inzwischen wird die Anlage von einem Förderverein betrieben.

## Persönlichkeiten
- Franz Schilcher (1660–1729), Jesuit, Philosoph, römisch-katholischer Theologe, Hochschullehrer und Rektor, geboren in Raisting
- Franz Sales Gailler (1685–1766), Pfarrer in Raisting
- Johann Peter Schaidthauf (1707–1794), Rokoko-Bildhauer der Wessobrunner Schule, geboren in Raisting
- Thomas Schaidhauf (1735–1807), Rokoko-Bildhauer der Wessobrunner Schule, geboren in Raisting
- Emil Tonutti (1909–1987), deutscher Anatom, geboren in Raisting